# 香港運動場列表
香港運動場列表是指香港現時存在的體育場地列表，現時大部分室外及室內體育場地主要由康樂及文化事務署負責管理，本條目不包括香港公眾游泳池。
| 香港島                          | 九龍西                           | 九龍東              | 新界東                            | 新界西                                       |
| ------------------------------- | -------------------------------- | ------------------- | --------------------------------- | -------------------------------------------- |
| - 中西區 - 東區 - 南區 - 灣仔區 | - 九龍城區 - 深水埗區 - 油尖旺區 | - 黃大仙區 - 觀塘區 | - 北區 - 西貢區 - 沙田區 - 大埔區 | - 離島區 - 葵青區 - 荃灣區 - 屯門區 - 元朗區 |

|  | 綜合運動場（設有足球場及符合國際田聯的400米綜合性田徑跑道） |
|  | 綜合運動場（場內設備不符合國際田聯規格）                    |
|  | 多用途體育館                                                |
|  | 草球場                                                      |
|  | 同時室內及室外 / 只有室外的體育場地                         |
|  | 賽馬場                                                      |

| 香港島   |                                      |            |             |                                                                               |                    |                                                     |
| 行政區劃 | 運動場                               | 可容納人數 | 室內 / 室外 | 用途                                                                          | 營運者             | 坐標                                                |
| 東區     | 小西灣運動場                         | 11,891人   | 室外        | 足球，欖球，田徑，射箭                                                        | 康樂及文化事務署   | 22°16′03″N 114°14′57″E / 22.267501°N 114.249077°E   |
| 東區     | 柴灣體育館                           | 不詳       | 室內        | 籃球，排球，手球，羽毛球，乒乓球                                              | 康樂及文化事務署   | 22°15′54″N 114°14′16″E / 22.264885°N 114.237669°E   |
| 東區     | 港島東體育館                         | 不詳       | 室內        | 籃球，排球，羽毛球，攀岩，乒乓球， 哥爾夫球，室內草地滾球，室內哥爾夫球，游泳 | 康樂及文化事務署   | 22°17′05″N 114°13′12″E / 22.284671°N 114.220058°E   |
| 東區     | 渣華道體育館                         | 不詳       | 室內        | 籃球，排球，羽毛球，壁球，乒乓球                                              | 康樂及文化事務署   | 22°17′32″N 114°11′58″E / 22.292318°N 114.199376°E   |
| 東區     | 鰂魚涌體育館                         | 不詳       | 室內        | 籃球，排球，羽毛球，壁球，乒乓球                                              | 康樂及文化事務署   | 22°17′01″N 114°12′35″E / 22.283719°N 114.209616°E   |
| 東區     | 西灣河體育館                         | 不詳       | 室內        | 籃球，羽毛球，乒乓球，壁球                                                    | 康樂及文化事務署   | 22°17′01″N 114°13′17″E / 22.283497°N 114.221483°E   |
| 東區     | 小西灣體育館                         | 不詳       | 室內        | 籃球，排球，羽毛球，乒乓球                                                    | 康樂及文化事務署   | 22°15′49″N 114°14′58″E / 22.263517°N 114.249507°E   |
| 南區     | 香港仔運動場                         | 9,000人    | 室外        | 足球，欖球，田徑                                                              | 康樂及文化事務署   | 22°14′58″N 114°10′19″E / 22.249499°N 114.171984°E   |
| 南區     | 香港仔網球及壁球中心                 | 不詳       | 室外，室內  | 網球，壁球，乒乓球                                                            | 康樂及文化事務署   | 22°14′50″N 114°09′33″E / 22.247192°N 114.159282°E   |
| 南區     | 黃竹坑遊樂場人造草球場               | 不詳       | 室外        | 足球                                                                          | 康樂及文化事務署   | 22°14′56″N 114°10′23″E / 22.248973°N 114.173043°E   |
| 南區     | 香港仔體育館                         | 不詳       | 室內        | 籃球，排球，羽毛球，壁球，乒乓球                                              | 康樂及文化事務署   | 22°14′57″N 114°09′08″E / 22.249190°N 114.152235°E   |
| 南區     | 鴨脷洲體育館                         | 不詳       | 室內        | 籃球，排球，投球，羽毛球，室內草地滾球場， 美式桌球，壁球室，乒乓球           | 康樂及文化事務署   | 22°14′41″N 114°09′13″E / 22.244620°N 114.153518°E   |
| 南區     | 黃竹坑體育館                         | 234人      | 室內        | 籃球，排球，投球，羽毛球                                                      | 康樂及文化事務署   | 22°14′58″N 114°10′27″E / 22.249401°N 114.174246°E   |
| 南區     | 漁光道體育館                         | 不詳       | 室內        | 籃球，排球，羽毛球                                                            | 康樂及文化事務署   | 22°15′02″N 114°09′17″E / 22.250455°N 114.154749°E   |
| 南區     | 赤柱體育館                           | 不詳       | 室內        | 籃球，排球，羽毛球，乒乓球                                                    | 康樂及文化事務署   | 22°13′09″N 114°12′37″E / 22.219155°N 114.210151°E   |
| 中西區   | 香港公園體育館                       | 不詳       | 室內        | 籃球，排球，投球，羽毛球，乒乓球                                              | 康樂及文化事務署   | 22°16′38″N 114°09′25″E / 22.2773179°N 114.1570783°E |
| 中西區   | 香港壁球中心                         | 不詳       | 室內        | 壁球                                                                          | 康樂及文化事務署   | 22°16′39″N 114°09′29″E / 22.277498°N 114.1580197°E  |
| 中西區   | 石塘咀體育館                         | 不詳       | 室內        | 籃球，排球，羽毛球，乒乓球                                                    | 康樂及文化事務署   | 22°17′09″N 114°08′01″E / 22.285727°N 114.133645°E   |
| 中西區   | 上環體育館                           | 不詳       | 室內        | 籃球，排球，羽毛球，乒乓球                                                    | 康樂及文化事務署   | 22°17′10″N 114°08′51″E / 22.286136°N 114.147572°E   |
| 中西區   | 士美非路體育館                       | 不詳       | 室內        | 籃球，排球，羽毛球，乒乓球，壁球， 射箭，美式桌球                             | 康樂及文化事務署   | 22°16′54″N 114°07′34″E / 22.281736°N 114.126235°E   |
| 中西區   | 中山紀念公園體育館                   | 486人      | 室內        | 籃球，排球，投球，羽毛球，手球， 壁球，乒乓球                                 | 康樂及文化事務署   | 22°17′24″N 114°08′29″E / 22.290074°N 114.141327°E   |
| 灣仔區   | 香港大球場                           | 40,000人   | 室外        | 足球，欖球                                                                    | 康樂及文化事務署   | 22°16′23″N 114°11′19″E / 22.273016°N 114.188705°E   |
| 灣仔區   | 灣仔運動場                           | 3,000人    | 室外        | 足球，欖球，田徑                                                              | 康樂及文化事務署   | 22°16′53″N 114°10′41″E / 22.281338°N 114.177936°E   |
| 灣仔區   | 銅鑼灣運動場                         | 72人       | 室外        | 足球，欖球，網球                                                              | 康樂及文化事務署   | 22°16′49″N 114°11′26″E / 22.280380°N 114.190575°E   |
| 灣仔區   | 跑馬地遊樂場人造草球場（1-4號、6號） | 不詳       | 室外        | 足球                                                                          | 康樂及文化事務署   | 22°16′23″N 114°10′58″E / 22.273045°N 114.182884°E   |
| 灣仔區   | 跑馬地遊樂場天然草地球場（5號）      | 不詳       | 室外        | 足球                                                                          | 康樂及文化事務署   | 22°16′23″N 114°10′58″E / 22.273045°N 114.182884°E   |
| 灣仔區   | 香港足球會足球場                     | 2,750      | 室外        | 足球                                                                          | 香港足球會         | 22°16′28″N 114°10′54″E / 22.274457°N 114.181643°E   |
| 灣仔區   | 維多利亞公園網球場                   | 3,611      | 室外        | 網球                                                                          | 康樂及文化事務署   | 22°16′58″N 114°11′23″E / 22.282876°N 114.189652°E   |
| 灣仔區   | 香港網球中心                         | 不詳       | 室外        | 網球                                                                          | 康樂及文化事務署   | 22°15′35″N 114°11′33″E / 22.259814°N 114.192408°E   |
| 灣仔區   | 寶雲道網球場                         | 不詳       | 室外        | 網球                                                                          | 康樂及文化事務署   | 22°16′28″N 114°10′00″E / 22.274492°N 114.166798°E   |
| 灣仔區   | 南華體育會運動場                     | 1,000人    | 室外，室內  | 籃球，排球，羽毛球，手球，壁球， 乒乓球，室內射擊，保齡球，滾球，劍擊 游泳    | 南華體育會         | 22°16′32″N 114°11′15″E / 22.275625°N 114.187587°E   |
| 灣仔區   | 港灣道體育館                         | 不詳       | 室內        | 籃球，排球，投球，羽毛球，乒乓球， 壁球                                       | 康樂及文化事務署   | 22°16′53″N 114°10′27″E / 22.281319°N 114.174123°E   |
| 灣仔區   | 駱克道體育館                         | 不詳       | 室內        | 籃球，排球，羽毛球，乒乓球，壁球                                              | 康樂及文化事務署   | 22°16′41″N 114°10′23″E / 22.278111°N 114.173085°E   |
| 灣仔區   | 伊利沙伯體育館                       | 3,500人    | 室內        | 籃球，排球，羽毛球，乒乓球，壁球， 劍擊                                       | 康樂及文化事務署   | 22°16′31″N 114°10′37″E / 22.275273°N 114.176873°E   |
| 灣仔區   | 黃泥涌體育館                         | 不詳       | 室內        | 籃球，排球，羽毛球，乒乓球，壁球                                              | 康樂及文化事務署   | 22°16′08″N 114°11′01″E / 22.268831°N 114.183617°E   |
| 灣仔區   | 修頓室內場館                         | 不詳       | 室內        | 籃球                                                                          | 香港遊樂場協會     | 22°16′36″N 114°10′23″E / 22.276759°N 114.173014°E   |
| 灣仔區   | 跑馬地馬場                           | 20,000人   | 室外        | 賽馬                                                                          | 香港賽馬會         | 22°16′20″N 114°10′53″E / 22.272098°N 114.181478°E   |
| 九龍區   |                                      |            |             |                                                                               |                    |                                                     |
| 行政區劃 | 運動場                               | 可容納人數 | 室內 / 室外 | 用途                                                                          | 營運者             | 坐標                                                |
| 油尖旺區 | 旺角大球場                           | 6,664人    | 室外        | 足球，欖球                                                                    | 康樂及文化事務署   | 22°19′34″N 114°10′23″E / 22.326041°N 114.173103°E   |
| 油尖旺區 | 警察會球場                           | 不詳       | 室外        | 足球                                                                          | 警察體育遊樂會     | 22°19′38″N 114°10′09″E / 22.327116°N 114.169206°E   |
| 油尖旺區 | 界限街遊樂場人造草球場               | 不詳       | 室外        | 足球，曲棍球                                                                  | 康樂及文化事務署   | 22°19′34″N 114°10′16″E / 22.326225°N 114.171102°E   |
| 油尖旺區 | 京士柏曲棍球場                       | 762        | 室外        | 曲棍球                                                                        | 康樂及文化事務署   | 22°18′25″N 114°10′39″E / 22.30699°N 114.1774°E      |
| 油尖旺區 | 界限街一號體育館                     | 不詳       | 室內        | 籃球，排球，羽毛球                                                            | 康樂及文化事務署   | 22°19′33″N 114°10′14″E / 22.325783°N 114.170473°E   |
| 油尖旺區 | 界限街二號體育館                     | 不詳       | 室內        | 籃球，排球，羽毛球，壁球，乒乓球                                              | 康樂及文化事務署   | 22°19′32″N 114°10′16″E / 22.325528°N 114.171219°E   |
| 油尖旺區 | 花園街體育館                         | 不詳       | 室內        | 籃球，排球，羽毛球，壁球，乒乓球                                              | 康樂及文化事務署   | 22°19′15″N 114°10′14″E / 22.320736°N 114.170503°E   |
| 油尖旺區 | 九龍公園體育館                       | 不詳       | 室內        | 籃球，排球，投球，羽毛球，手球，壁球， 乒乓球                                 | 康樂及文化事務署   | 22°18′07″N 114°10′13″E / 22.3018194°N 114.1702793°E |
| 油尖旺區 | 官涌體育館                           | 不詳       | 室內        | 籃球，排球，羽毛球，壁球，乒乓球                                              | 康樂及文化事務署   | 22°18′16″N 114°10′06″E / 22.304484°N 114.168231°E   |
| 油尖旺區 | 大角咀體育館                         | 不詳       | 室內        | 籃球，排球，羽毛球，室內攀登，乒乓球                                          | 康樂及文化事務署   | 22°19′19″N 114°09′46″E / 22.321932°N 114.162766°E   |
| 油尖旺區 | 麥花臣室內場館                       | 2,064人    | 室內        | 籃球，網球                                                                    | 香港遊樂場協會     | 22°19′08″N 114°10′15″E / 22.318887°N 114.170764°E   |
| 觀塘區   | 九龍灣運動場                         | 1,500人    | 室外        | 田徑，足球                                                                    | 康樂及文化事務署   | 22°19′37″N 114°12′35″E / 22.326993°N 114.209696°E   |
| 觀塘區   | 九龍灣公園                           | 1,200人    | 室外        | 足球，單車                                                                    | 康樂及文化事務署   | 22°18′14″N 114°13′34″E / 22.303928°N 114.226081°E   |
| 觀塘區   | 偉樂街臨時足球場                     | 不詳       | 室外        | 足球                                                                          | 康樂及文化事務署   | 22°19′37″N 114°12′26″E / 22.326919°N 114.207285°E   |
| 觀塘區   | 晒草灣遊樂場                         | 不詳       | 室外        | 棒球                                                                          | 康樂及文化事務署   | 22°18′17″N 114°13′57″E / 22.304707°N 114.232631°E   |
| 觀塘區   | 啓業運動場                           | 不詳       | 室外        | 三人足球，籃球，羽毛球                                                        | 基滙資本           | 22°19′44″N 114°12′35″E / 22.328901°N 114.20985°E    |
| 觀塘區   | 振華道體育館                         | 不詳       | 室內        | 籃球，排球，羽毛球，乒乓球                                                    | 康樂及文化事務署   | 22°19′21″N 114°13′13″E / 22.3225379°N 114.2204064°E |
| 觀塘區   | 曉光街體育館                         | 不詳       | 室內        | 籃球，排球，羽毛球，壁球，乒乓球                                              | 康樂及文化事務署   | 22°19′12″N 114°13′39″E / 22.3200482°N 114.2275182°E |
| 觀塘區   | 九龍灣體育館                         | 不詳       | 室內        | 籃球，排球，羽毛球，壁球，乒乓球                                              | 康樂及文化事務署   | 22°19′37″N 114°12′41″E / 22.326833°N 114.2114437°E  |
| 觀塘區   | 藍田(南)體育館                       | 不詳       | 室內        | 籃球，排球，投球，羽毛球，壁球，乒乓球                                        | 康樂及文化事務署   | 22°18′14″N 114°14′19″E / 22.3037991°N 114.2387183°E |
| 觀塘區   | 鯉魚門體育館                         | 不詳       | 室內        | 籃球，排球，羽毛球，乒乓球，美式桌球                                          | 康樂及文化事務署   | 22°17′32″N 114°14′19″E / 22.2921556°N 114.2386615°E |
| 觀塘區   | 牛頭角道體育館                       | 不詳       | 室內        | 籃球，排球，羽毛球，乒乓球                                                    | 康樂及文化事務署   | 22°19′17″N 114°12′58″E / 22.321288°N 114.2161456°E  |
| 觀塘區   | 瑞和街體育館                         | 不詳       | 室內        | 籃球，排球，羽毛球，壁球，乒乓球                                              | 康樂及文化事務署   | 22°18′56″N 114°13′27″E / 22.3155719°N 114.224305°E  |
| 觀塘區   | 順利邨體育館                         | 不詳       | 室內        | 籃球，羽毛球，乒乓球，英式桌球，美式桌球 壁球，乒乓球，高爾夫球，攀登         | 康樂及文化事務署   | 22°19′47″N 114°13′31″E / 22.3296217°N 114.2253427°E |
| 觀塘區   | 彩榮路體育館                         | 不詳       | 室內        | 籃球，排球，羽毛球，乒乓球                                                    | 康樂及文化事務署   | 22°19′47″N 114°13′00″E / 22.329587°N 114.216566°E   |
| 黃大仙區 | 斧山道運動場                         | 2,200人    | 室外        | 足球，欖球，田徑                                                              | 康樂及文化事務署   | 22°20′19″N 114°12′27″E / 22.338478°N 114.207368°E   |
| 黃大仙區 | 樂富遊樂場人造草球場                 | 500人      | 室外        | 足球                                                                          | 康樂及文化事務署   | 22°20′13″N 114°11′19″E / 22.336868°N 114.188620°E   |
| 黃大仙區 | 摩士公園人造草球場                   | 不詳       | 室外        | 足球                                                                          | 康樂及文化事務署   | 22°20′18″N 114°11′29″E / 22.338322°N 114.191438°E   |
| 黃大仙區 | 蒲崗村道公園人造草球場               | 1,000人    | 室外        | 足球                                                                          | 康樂及文化事務署   | 22°20′37″N 114°12′20″E / 22.343676°N 114.205462°E   |
| 黃大仙區 | 彩虹道體育館                         | 不詳       | 室內        | 籃球，排球，羽毛球，乒乓球，壁球                                              | 康樂及文化事務署   | 22°20′14″N 114°11′47″E / 22.3371899°N 114.1963776°E |
| 黃大仙區 | 彩虹道羽毛球中心                     | 不詳       | 室內        | 羽毛球                                                                        | 康樂及文化事務署   | 22°20′15″N 114°11′41″E / 22.3376258°N 114.1947217°E |
| 黃大仙區 | 竹園體育館                           | 不詳       | 室內        | 籃球，排球，羽毛球，壁球                                                      | 康樂及文化事務署   | 22°20′44″N 114°11′36″E / 22.3454772°N 114.1934213°E |
| 黃大仙區 | 東啟德體育館                         | 不詳       | 室內        | 籃球，排球，羽毛球，壁球                                                      | 康樂及文化事務署   | 22°20′09″N 114°12′02″E / 22.3359585°N 114.200444°E  |
| 黃大仙區 | 摩士公園體育館                       | 約200人    | 室內        | 籃球，排球，羽毛球，乒乓球                                                    | 康樂及文化事務署   | 22°20′18″N 114°11′24″E / 22.3383317°N 114.1900515°E |
| 黃大仙區 | 牛池灣體育館                         | 不詳       | 室內        | 籃球，排球，羽毛球，乒乓球                                                    | 康樂及文化事務署   | 22°20′04″N 114°12′35″E / 22.3345434°N 114.2096005°E |
| 黃大仙區 | 蒲崗村道體育館                       | 不詳       | 室內        | 籃球，排球，羽毛球，壁球，乒乓球                                              | 康樂及文化事務署   | 22°20′44″N 114°11′58″E / 22.3455209°N 114.1994233°E |
| 九龍城區 | 九龍仔運動場                         | 1,248人    | 室外        | 足球，欖球，田徑                                                              | 康樂及文化事務署   | 22°19′50″N 114°11′03″E / 22.330583°N 114.184084°E   |
| 九龍城區 | 九龍仔公園天然草地足球場             | 不詳       | 室外        | 足球                                                                          | 康樂及文化事務署   | 22°19′55″N 114°11′02″E / 22.331948°N 114.183939°E   |
| 九龍城區 | 九龍仔公園人造草球場                 | 不詳       | 室外        | 足球                                                                          | 康樂及文化事務署   | 22°19′55″N 114°11′02″E / 22.331948°N 114.183939°E   |
| 九龍城區 | 東何文田配水庫遊樂場                 | 不詳       | 室外        | 足球                                                                          | 康樂及文化事務署   | 22°18′47″N 114°10′52″E / 22.3130652°N 114.1810848°E |
| 九龍城區 | 天光道遊樂場                         | 不詳       | 室外        | 板球                                                                          | 康樂及文化事務署   | 22°19′23″N 114°11′06″E / 22.3231°N 114.185°E        |
| 九龍城區 | 巴富街運動場                         | 600人      | 室外        | 籃球，田徑                                                                    | 康樂及文化事務署   | 22°19′13″N 114°10′50″E / 22.320354°N 114.180549°E   |
| 九龍城區 | 佛光街體育館                         | 不詳       | 室內        | 籃球，排球，羽毛球，壁球，乒乓球                                              | 康樂及文化事務署   | 22°18′53″N 114°10′44″E / 22.3148059°N 114.1789204°E |
| 九龍城區 | 何文田體育館                         | 不詳       | 室內        | 乒乓球，美式桌球，網球                                                        | 康樂及文化事務署   | 22°18′43″N 114°10′45″E / 22.3119749°N 114.1790573°E |
| 九龍城區 | 紅磡市政大廈體育館                   | 不詳       | 室內        | 籃球，排球，羽毛球，乒乓球，壁球                                              | 康樂及文化事務署   | 22°18′27″N 114°11′06″E / 22.3074437°N 114.1850362°E |
| 九龍城區 | 九龍城體育館                         | 不詳       | 室內        | 籃球，排球，羽毛球，壁球，乒乓球                                              | 康樂及文化事務署   | 22°19′46″N 114°11′13″E / 22.329547°N 114.186833°E   |
| 九龍城區 | 土瓜灣體育館                         | 不詳       | 室內        | 籃球，排球，羽毛球，壁球，乒乓球                                              | 康樂及文化事務署   | 22°19′08″N 114°11′17″E / 22.318866°N 114.188094°E   |
| 九龍城區 | 香港體育館                           | 12,500人   | 室內        | 排球，五人足球，羽毛球                                                        | 康樂及文化事務署   | 22°18′05″N 114°10′55″E / 22.301417°N 114.182031°E   |
| 九龍城區 | 啟德主場館                           | 50,000人   | 室外        | 足球，欖球，田徑，射箭                                                        | 啟德體育園有限公司 | 22°19′21″N 114°11′50″E / 22.322526°N 114.197148°E   |
| 九龍城區 | 啟德青年運動場                       | 5,000人    | 室外        | 足球，欖球，田徑，射箭                                                        | 啟德體育園有限公司 | 22°19′21″N 114°11′50″E / 22.322526°N 114.197148°E   |
| 深水埗區 | 深水埗運動場                         | 2,194人    | 室外        | 足球，欖球，田徑                                                              | 康樂及文化事務署   | 22°20′13″N 114°09′08″E / 22.336997°N 114.152294°E   |
| 深水埗區 | 大坑東遊樂場天然草球場               | 不詳       | 室外        | 足球                                                                          | 康樂及文化事務署   | 22°19′41″N 114°10′17″E / 22.32802°N 114.17125°E     |
| 深水埗區 | 石硤尾公園人造草球場                 | 1,446人    | 室外        | 足球                                                                          | 康樂及文化事務署   | 22°20′11″N 114°10′12″E / 22.336254°N 114.169918°E   |
| 深水埗區 | 歌和老街壁球及乒乓球中心             | 不詳       | 室內        | 壁球，乒乓球                                                                  | 康樂及文化事務署   | 22°20′22″N 114°10′22″E / 22.339312°N 114.172646°E   |
| 深水埗區 | 長沙灣體育館                         | 不詳       | 室內        | 籃球，排球，羽毛球，乒乓球                                                    | 康樂及文化事務署   | 22°20′17″N 114°09′13″E / 22.337967°N 114.153589°E   |
| 深水埗區 | 荔枝角公園體育館                     | 不詳       | 室內        | 籃球，排球，羽毛球，壁球，乒乓球                                              | 康樂及文化事務署   | 22°20′26″N 114°08′18″E / 22.340658°N 114.138457°E   |
| 深水埗區 | 北河街體育館                         | 不詳       | 室內        | 籃球，排球，羽毛球，壁球，乒乓球                                              | 康樂及文化事務署   | 22°19′46″N 114°09′40″E / 22.329325°N 114.161076°E   |
| 深水埗區 | 保安道體育館                         | 不詳       | 室內        | 籃球，排球，羽毛球，壁球，乒乓球                                              | 康樂及文化事務署   | 22°20′18″N 114°09′29″E / 22.33836°N 114.15804°E     |
| 深水埗區 | 石硤尾公園體育館                     | 不詳       | 室內        | 籃球，排球，羽毛球，乒乓球                                                    | 康樂及文化事務署   | 22°20′14″N 114°10′11″E / 22.337324°N 114.169753°E   |
| 深水埗區 | 深水埗康樂文化大樓                   | 不詳       | 室內        | 籃球，排球，羽毛球，乒乓球                                                    | 康樂及文化事務署   | 22°19′48″N 114°08′56″E / 22.33009°N 114.148889°E    |
| 深水埗區 | 通州街公園壁球中心                   | 不詳       | 室內        | 壁球，乒乓球                                                                  | 康樂及文化事務署   | 22°19′36″N 114°09′32″E / 22.326667°N 114.158994°E   |
| 新界區   |                                      |            |             |                                                                               |                    |                                                     |
| 行政區劃 | 運動場                               | 可容納人數 | 室內 / 室外 | 用途                                                                          | 營運者             | 坐標                                                |
| 西貢區   | 將軍澳運動場                         | 5,000人    | 室外        | 足球，欖球，田徑                                                              | 康樂及文化事務署   | 22°18′43″N 114°15′51″E / 22.312002°N 114.264132°E   |
| 西貢區   | 西貢鄧肇堅運動場                     | 3,000人    | 室外        | 足球，欖球，田徑                                                              | 康樂及文化事務署   | 22°23′00″N 114°16′24″E / 22.383390°N 114.273404°E   |
| 西貢區   | 賽馬會香港足球總會足球訓練中心       | 不詳       | 室外        | 足球                                                                          | 香港足球總會       | 22°18′00″N 114°15′55″E / 22.300083°N 114.265193°E   |
| 西貢區   | 寶翠公園人造草球場                   | 不詳       | 室外        | 足球                                                                          | 康樂及文化事務署   | 22°19′30″N 114°15′09″E / 22.325002°N 114.252584°E   |
| 西貢區   | 清水灣鄉村俱樂部高爾夫球場           | 不詳       | 室外        | 高爾夫球                                                                      | 清水灣鄉村俱樂部   | 22°15′51″N 114°17′54″E / 22.264158°N 114.298267°E   |
| 西貢區   | 賽馬會滘西洲公眾高爾夫球場           | 不詳       | 室外        | 高爾夫球                                                                      | 香港賽馬會         | 22°22′03″N 114°18′41″E / 22.367604°N 114.311461°E   |
| 西貢區   | 寶林體育館                           | 不詳       | 室內        | 籃球，排球，羽毛球，壁球，乒乓球                                              | 康樂及文化事務署   | 22°19′33″N 114°15′19″E / 22.325853°N 114.255207°E   |
| 西貢區   | 將軍澳室內單車場及體育館             | 3,000人    | 室內        | 單車，籃球，排球，羽毛球，乒乓球                                              | 康樂及文化事務署   | 22°18′47″N 114°15′45″E / 22.313044°N 114.262468°E   |
| 西貢區   | 翠林體育館                           | 不詳       | 室內        | 籃球，排球，羽毛球，壁球，乒乓球                                              | 康樂及文化事務署   | 22°19′20″N 114°14′59″E / 22.322329°N 114.249704°E   |
| 西貢區   | 坑口體育館                           | 不詳       | 室內        | 籃球，排球，羽毛球，乒乓球                                                    | 康樂及文化事務署   | 22°19′03″N 114°16′07″E / 22.317391°N 114.268502°E   |
| 沙田區   | 沙田運動場                           | 3,000人    | 室外        | 足球，欖球，田徑                                                              | 康樂及文化事務署   | 22°23′15″N 114°11′50″E / 22.387376°N 114.197160°E   |
| 沙田區   | 馬鞍山運動場                         | 1,381人    | 室外        | 足球，欖球，田徑                                                              | 康樂及文化事務署   | 22°25′15″N 114°13′42″E / 22.420783°N 114.228335°E   |
| 沙田區   | 賽馬會傑志中心                       | 不詳       | 室外        | 足球                                                                          | 傑志體育會         | 22°23′15″N 114°12′27″E / 22.387524°N 114.207461°E   |
| 沙田區   | 馬鞍山遊樂場人造草球場               | 不詳       | 室外        | 足球                                                                          | 康樂及文化事務署   | 22°25′09″N 114°13′42″E / 22.419230°N 114.228419°E   |
| 沙田區   | 曾大屋遊樂場人造草球場               | 不詳       | 室外        | 足球                                                                          | 康樂及文化事務署   | 22°22′31″N 114°11′23″E / 22.375266°N 114.189638°E   |
| 沙田區   | 顯田遊樂場人造草球場                 | 200人      | 室外        | 足球                                                                          | 康樂及文化事務署   | 22°21′55″N 114°10′18″E / 22.36514°N 114.17174°E     |
| 沙田區   | 恒安體育館                           | 不詳       | 室內        | 籃球，排球，羽毛球，壁球，乒乓球                                              | 康樂及文化事務署   | 22°25′01″N 114°13′41″E / 22.416926°N 114.227920°E   |
| 沙田區   | 顯徑體育館                           | 不詳       | 室內        | 籃球，排球，羽毛球，壁球，乒乓球                                              | 康樂及文化事務署   | 22°21′48″N 114°10′16″E / 22.363265°N 114.171225°E   |
| 沙田區   | 馬鞍山體育館                         | 不詳       | 室內        | 籃球，排球，羽毛球，乒乓球，手球                                              | 康樂及文化事務署   | 22°25′34″N 114°13′46″E / 22.426055°N 114.229541°E   |
| 沙田區   | 美林體育館                           | 不詳       | 室內        | 籃球，排球，羽毛球，壁球，乒乓球                                              | 康樂及文化事務署   | 22°22′45″N 114°10′32″E / 22.379050°N 114.175587°E   |
| 沙田區   | 源禾路體育館                         | 不詳       | 室內        | 籃球，排球，羽毛球，壁球，乒乓球                                              | 康樂及文化事務署   | 22°22′58″N 114°11′33″E / 22.382910°N 114.192620°E   |
| 沙田區   | 車公廟體育館                         | 不詳       | 室內        | 籃球，排球，羽毛球，乒乓球                                                    | 康樂及文化事務署   | 22°22′20″N 114°11′10″E / 22.372341°N 114.185995°E   |
| 沙田區   | 沙田馬場                             | 85,000人   | 室外        | 賽馬                                                                          | 香港賽馬會         | 22°24′00″N 114°12′13″E / 22.400066°N 114.203684°E   |
| 大埔區   | 大埔運動場                           | 3,000人    | 室外        | 足球，欖球，田徑                                                              | 康樂及文化事務署   | 22°27′19″N 114°09′44″E / 22.455397°N 114.162337°E   |
| 大埔區   | 廣福球場                             | 不詳       | 室外        | 足球                                                                          | 康樂及文化事務署   | 22°26′52″N 114°10′17″E / 22.447647°N 114.171297°E   |
| 大埔區   | 廣福公園人造草球場                   | 不詳       | 室外        | 足球                                                                          | 康樂及文化事務署   | 22°26′44″N 114°10′23″E / 22.445545°N 114.172979°E   |
| 大埔區   | 西沙GO PARK                          | 不詳       | 室外，室內  | 籃球，足球，欖球，網球，板網球，匹克球，棍網球，                              | 新鴻基地產         | 22°25′39″N 114°15′55″E / 22.427370°N 114.265327°E   |
| 大埔區   | 富亨體育館                           | 不詳       | 室內        | 籃球，排球，羽毛球，壁球，乒乓球                                              | 康樂及文化事務署   | 22°27′30″N 114°10′16″E / 22.458305°N 114.171170°E   |
| 大埔區   | 富善體育館                           | 不詳       | 室內        | 籃球，排球，羽毛球，乒乓球                                                    | 康樂及文化事務署   | 22°27′30″N 114°10′16″E / 22.458285°N 114.171165°E   |
| 大埔區   | 大埔墟體育館                         | 不詳       | 室內        | 籃球，排球，羽毛球，乒乓球                                                    | 康樂及文化事務署   | 22°26′48″N 114°09′59″E / 22.446582°N 114.166324°E   |
| 大埔區   | 大埔體育館                           | 不詳       | 室內        | 籃球，排球，羽毛球，壁球，乒乓球                                              | 康樂及文化事務署   | 22°27′20″N 114°09′54″E / 22.455433°N 114.165023°E   |
| 大埔區   | 太和體育館                           | 不詳       | 室內        | 籃球，排球，羽毛球，壁球，乒乓球                                              | 康樂及文化事務署   | 22°27′03″N 114°09′37″E / 22.450877°N 114.160377°E   |
| 大埔區   | 大埔東昌街康體大樓                   | 不詳       | 室內        |                                                                               | 康樂及文化事務署   | 22°27′00″N 114°10′13″E / 22.449920°N 114.170165°E   |
| 北區     | 北區運動場                           | 2,500人    | 室外        | 足球，欖球，田徑                                                              | 康樂及文化事務署   | 22°30′23″N 114°07′50″E / 22.506293°N 114.130504°E   |
| 北區     | 粉嶺遊樂場                           | 不詳       | 室外        | 足球，籃球，排球                                                              | 康樂及文化事務署   | 22°29′39″N 114°08′15″E / 22.494160°N 114.137472°E   |
| 北區     | 粉嶺高爾夫球場                       | 不詳       | 室外        | 高爾夫球                                                                      | 香港哥爾夫球會     | 22°29′47″N 114°07′15″E / 22.496297°N 114.120831°E   |
| 北區     | 聯和墟體育館                         | 不詳       | 室內        | 乒乓球                                                                        | 康樂及文化事務署   | 22°30′01″N 114°08′40″E / 22.500188°N 114.144501°E   |
| 北區     | 龍琛路體育館                         | 不詳       | 室內        | 籃球，排球，羽毛球，壁球，乒乓球                                              | 康樂及文化事務署   | 22°30′18″N 114°07′52″E / 22.504989°N 114.131005°E   |
| 北區     | 天平體育館                           | 不詳       | 室內        | 排球，羽毛球，乒乓球                                                          | 康樂及文化事務署   | 22°30′12″N 114°08′01″E / 22.503457°N 114.133530°E   |
| 北區     | 和興體育館                           | 不詳       | 室內        | 籃球，排球，羽毛球，壁球，乒乓球                                              | 康樂及文化事務署   | 22°29′05″N 114°08′35″E / 22.484588°N 114.143123°E   |
| 元朗區   | 元朗大球場                           | 6,000人    | 室外        | 足球，欖球，田徑                                                              | 康樂及文化事務署   | 22°26′34″N 114°01′16″E / 22.442871°N 114.021207°E   |
| 元朗區   | 天水圍運動場                         | 2,500人    | 室外        | 足球，欖球，田徑                                                              | 康樂及文化事務署   | 22°27′17″N 114°00′17″E / 22.454703°N 114.004735°E   |
| 元朗區   | 天業路公園人造草球場                 | 220人      | 室外        | 足球，曲棍球                                                                  | 康樂及文化事務署   | 22°27′47″N 114°00′27″E / 22.462917°N 114.007540°E   |
| 元朗區   | 鳳琴街體育館                         | 不詳       | 室內        | 籃球，排球，羽毛球，乒乓球                                                    | 康樂及文化事務署   | 22°26′35″N 114°01′59″E / 22.443125°N 114.033068°E   |
| 元朗區   | 朗屏體育館                           | 不詳       | 室內        | 籃球，排球，羽毛球，壁球，乒乓球                                              | 康樂及文化事務署   | 22°27′01″N 114°01′25″E / 22.450341°N 114.023494°E   |
| 元朗區   | 元朗體育館                           | 不詳       | 室內        | 籃球，排球，羽毛球，乒乓球                                                    | 康樂及文化事務署   | 22°26′29″N 114°01′25″E / 22.441282°N 114.023675°E   |
| 元朗區   | 天水圍體育館                         | 不詳       | 室內        | 籃球，排球，羽毛球，壁球，乒乓球                                              | 康樂及文化事務署   | 22°27′18″N 114°00′24″E / 22.454897°N 114.006766°E   |
| 元朗區   | 天瑞體育館                           | 不詳       | 室內        | 籃球，排球，羽毛球，乒乓球，手球                                              | 康樂及文化事務署   | 22°27′17″N 113°59′53″E / 22.454700°N 113.997994°E   |
| 元朗區   | 天暉路體育館                         | 不詳       | 室內        | 籃球，排球，羽毛球，乒乓球                                                    | 康樂及文化事務署   | 22°27′53″N 113°59′49″E / 22.464851°N 113.996859°E   |
| 元朗區   | 屏山天水圍體育館                     | 不詳       | 室內        | 籃球，排球，羽毛球，乒乓球                                                    | 康樂及文化事務署   | 22°26′50″N 114°00′17″E / 22.447241°N 114.004854°E   |
| 屯門區   | 屯門鄧肇堅運動場                     | 2,200人    | 室外        | 足球，欖球，田徑                                                              | 康樂及文化事務署   | 22°24′15″N 113°58′27″E / 22.404075°N 113.974035°E   |
| 屯門區   | 兆麟運動場                           | 1,000人    | 室外        | 足球，欖球，田徑                                                              | 康樂及文化事務署   | 22°23′06″N 113°58′41″E / 22.384970°N 113.977994°E   |
| 屯門區   | 湖山遊樂場人造草球場                 | 不詳       | 室外        | 足球                                                                          | 康樂及文化事務署   | 22°22′44″N 113°57′57″E / 22.378985°N 113.965917°E   |
| 屯門區   | 屯門高爾夫球中心                     | 不詳       | 室外        | 高爾夫球                                                                      | 康樂及文化事務署   | 22°22′57″N 113°57′47″E / 22.382444°N 113.963094°E   |
| 屯門區   | 良田體育館                           | 不詳       | 室內        | 籃球，排球，羽毛球，壁球，乒乓球                                              | 康樂及文化事務署   | 22°24′23″N 113°57′55″E / 22.406458°N 113.965190°E   |
| 屯門區   | 大興體育館                           | 不詳       | 室內        | 籃球，排球，羽毛球，壁球，乒乓球                                              | 康樂及文化事務署   | 22°24′11″N 113°58′24″E / 22.403181°N 113.973233°E   |
| 屯門區   | 賽馬會屯門蝴蝶灣體育館               | 不詳       | 室內        | 籃球，排球，羽毛球，壁球，乒乓球                                              | 康樂及文化事務署   | 22°22′43″N 113°57′53″E / 22.378713°N 113.964668°E   |
| 屯門區   | 友愛體育館                           | 不詳       | 室內        | 籃球，排球，羽毛球，壁球，乒乓球                                              | 康樂及文化事務署   | 22°23′08″N 113°58′18″E / 22.385431°N 113.971759°E   |
| 屯門區   | 兆麟體育館                           | 不詳       | 室內        | 籃球，排球，羽毛球，乒乓球，手球                                              | 康樂及文化事務署   | 22°23′02″N 113°58′45″E / 22.383953°N 113.979203°E   |
| 荃灣區   | 城門谷運動場                         | 5,000人    | 室外        | 足球，欖球，田徑                                                              | 康樂及文化事務署   | 22°22′35″N 114°07′41″E / 22.376414°N 114.128149°E   |
| 荃灣區   | 荃灣海濱公園天然草地球場             | 300人      | 室外        | 足球                                                                          | 康樂及文化事務署   | 22°21′48″N 114°06′45″E / 22.363245°N 114.112630°E   |
| 荃灣區   | 荃景圍體育館                         | 不詳       | 室內        | 籃球，排球，羽毛球，壁球，乒乓球                                              | 康樂及文化事務署   | 22°22′39″N 114°06′41″E / 22.377492°N 114.111367°E   |
| 荃灣區   | 荃灣西約體育館                       | 不詳       | 室內        | 籃球，排球，羽毛球，壁球，乒乓球                                              | 康樂及文化事務署   | 22°22′14″N 114°06′03″E / 22.370608°N 114.100717°E   |
| 荃灣區   | 蕙荃體育館                           | 不詳       | 室內        | 籃球，排球，羽毛球，壁球，乒乓球                                              | 康樂及文化事務署   | 22°22′20″N 114°07′20″E / 22.372217°N 114.122326°E   |
| 荃灣區   | 楊屋道體育館                         | 不詳       | 室內        | 籃球，排球，羽毛球，壁球，乒乓球                                              | 康樂及文化事務署   | 22°22′09″N 114°06′51″E / 22.369037°N 114.114157°E   |
| 荃灣區   | 荃灣體育館                           | 不詳       | 室內        | 籃球，排球，羽毛球，乒乓球                                                    | 康樂及文化事務署   | 22°21′58″N 114°06′44″E / 22.366134°N 114.112223°E   |
| 葵青區   | 葵涌運動場                           | 1,500人    | 室外        | 足球，欖球，田徑                                                              | 康樂及文化事務署   | 22°21′29″N 114°07′31″E / 22.358163°N 114.125290°E   |
| 葵青區   | 青衣運動場                           | 1,500人    | 室外        | 足球，欖球，田徑                                                              | 康樂及文化事務署   | 22°21′22″N 114°06′30″E / 22.356119°N 114.108451°E   |
| 葵青區   | 青衣西南康體大樓                     | 不詳       | 室內        | 籃球，排球，羽毛球，乒乓球                                                    | 康樂及文化事務署   | 22°21′04″N 114°06′07″E / 22.351249°N 114.102051°E   |
| 葵青區   | 青衣東北公園人造草球場               | 200人      | 室外        | 足球                                                                          | 康樂及文化事務署   | 22°21′42″N 114°05′52″E / 22.361660°N 114.097734°E   |
| 葵青區   | 和宜合道運動場                       | 720人      | 室外        | 足球，欖球，田徑，高爾夫球                                                    | 康樂及文化事務署   | 22°22′26″N 114°08′13″E / 22.373856°N 114.136974°E   |
| 葵青區   | 長發體育館                           | 不詳       | 室內        | 籃球，排球，羽毛球，壁球，乒乓球                                              | 康樂及文化事務署   | 22°21′44″N 114°06′10″E / 22.362279°N 114.102794°E   |
| 葵青區   | 楓樹窩體育館                         | 不詳       | 室內        | 籃球，排球，羽毛球                                                            | 康樂及文化事務署   | 22°21′20″N 114°06′10″E / 22.355448°N 114.102714°E   |
| 葵青區   | 荔景體育館                           | 不詳       | 室內        | 籃球，排球，羽毛球，壁球，乒乓球                                              | 康樂及文化事務署   | 22°20′59″N 114°07′40″E / 22.349729°N 114.127694°E   |
| 葵青區   | 北葵涌鄧肇堅體育館                   | 不詳       | 室內        | 籃球，排球，羽毛球，壁球，乒乓球                                              | 康樂及文化事務署   | 22°22′26″N 114°08′15″E / 22.373775°N 114.137572°E   |
| 葵青區   | 林士德體育館                         | 不詳       | 室內        | 籃球，排球，羽毛球，乒乓球                                                    | 康樂及文化事務署   | 22°21′41″N 114°07′46″E / 22.361255°N 114.129482°E   |
| 葵青區   | 大窩口體育館                         | 不詳       | 室內        | 籃球，排球，羽毛球，壁球，乒乓球                                              | 康樂及文化事務署   | 22°22′12″N 114°07′30″E / 22.370061°N 114.125053°E   |
| 葵青區   | 青衣體育館                           | 不詳       | 室內        | 籃球，排球，羽毛球，壁球，乒乓球                                              | 康樂及文化事務署   | 22°21′14″N 114°06′23″E / 22.353966°N 114.106326°E   |
| 離島區   | 長洲運動場                           | 500人      | 室內        | 籃球，足球（硬地），田徑                                                      | 康樂及文化事務署   | 22°12′23″N 114°01′59″E / 22.206421°N 114.032971°E   |
| 離島區   | 長洲體育館                           | 不詳       | 室內        | 籃球，排球，羽毛球                                                            | 康樂及文化事務署   | 22°12′28″N 114°01′53″E / 22.207675°N 114.031334°E   |
| 離島區   | 梅窩體育館                           | 不詳       | 室內        | 籃球，排球，羽毛球，壁球，乒乓球                                              | 康樂及文化事務署   | 22°16′02″N 113°59′47″E / 22.267130°N 113.996424°E   |
| 離島區   | 坪洲體育館                           | 不詳       | 室內        | 籃球，排球，羽毛球，壁球，乒乓球                                              | 康樂及文化事務署   | 22°17′06″N 114°02′17″E / 22.284918°N 114.038004°E   |
| 離島區   | 海傍街體育館                         | 不詳       | 室內        | 羽毛球，壁球，乒乓球                                                          | 康樂及文化事務署   | 22°12′24″N 114°01′41″E / 22.206788°N 114.028157°E   |
| 離島區   | 東涌文東路體育館                     | 不詳       | 室內        | 籃球，排球，羽毛球，乒乓球                                                    | 康樂及文化事務署   | 22°17′26″N 113°56′38″E / 22.290610°N 113.943885°E   |